# Jerzy Tomaszewski (chemik)
Jerzy Tomaszewski (ur. 21 października 1925 w Toruniu, zm. 24 marca 2013 tamże) – polski chemik specjalizujący się w nieorganicznej technologii chemicznej.

## Życiorys
W 1944 roku ukończył Państwową Szkołę Budowlaną w Jarosławiu, uzyskując dyplom technika drogowego. W latach 1945–1946 pracował w Państwowym Przedsiębiorstwie Robót Komunikacyjnych, (m.in przy odbudowie mostu kolejowego w Toruniu, równocześnie uczęszczając do Państwowego Liceum dla Dorosłych im. S. Żeromskiego w Toruniu. Maturę zdał w 1946 roku, po czym podjął studia chemiczne na Uniwersytecie Mikołaja Kopernika w Toruniu.  Ukończył je w 1952 roku, będąc już zatrudniony jako młodszy asystent w Katedrze Technologii Chemicznej.
Stopień doktora uzyskał na UMK w 1960 roku, tematem jego rozprawy było Badanie równowagi układu Na
2CO
3-NaHCO
3-H
2O, a promotorem Ernest Pischinger. Habilitację uzyskał w 1968 roku, na podstawie rozprawy pt. Badanie nad mechanizmem kalcynacji wodorowęglanu sodowego. Tytuł profesora nauk chemicznych otrzymał w 1979 roku.
W latach 1969–1973 pełnił funkcję zastępcy dyrektora Instytutu Chemii UMK, a od 1990 do przejścia na emeryturę w 1993 roku, kierował Zakładem Chemii Środowiska.
W latach 80. był działaczem opozycyjnym, zakładał komórki „Solidarności” na UMK oraz w toruńskich zakładach pracy. Od 13 do 23 grudnia 1981 był internowany w obozie w Potulicach.
Uprawiał taternictwo jaskiniowe, był zaangażowany w działalność w PTTK oraz Klubie Wysokogórskim. Brał udział w wyprawach m.in. na Kubę, w Alpy i na Bałkany.

## Wybrane publikacje
- Badanie równowagi układu Na
2CO
3-NaHCO
3-H
2O (1961)
- Informator Zakładów Chemicznych "Azot" w Jaworznie (1967)
- Zakłady Chemiczne Oświęcim: informator (1969, współautor)
- Komentarze do ćwiczeń z technologii chemicznej (1970, współautor)